# ابارتز
ابارتز (به فرانسوی: Abbaretz) یک کامین در فرانسه با جمعیت ۱٬۹۱۶ نفر است که در Canton of Nozay واقع شده‌است.

## نگارخانه

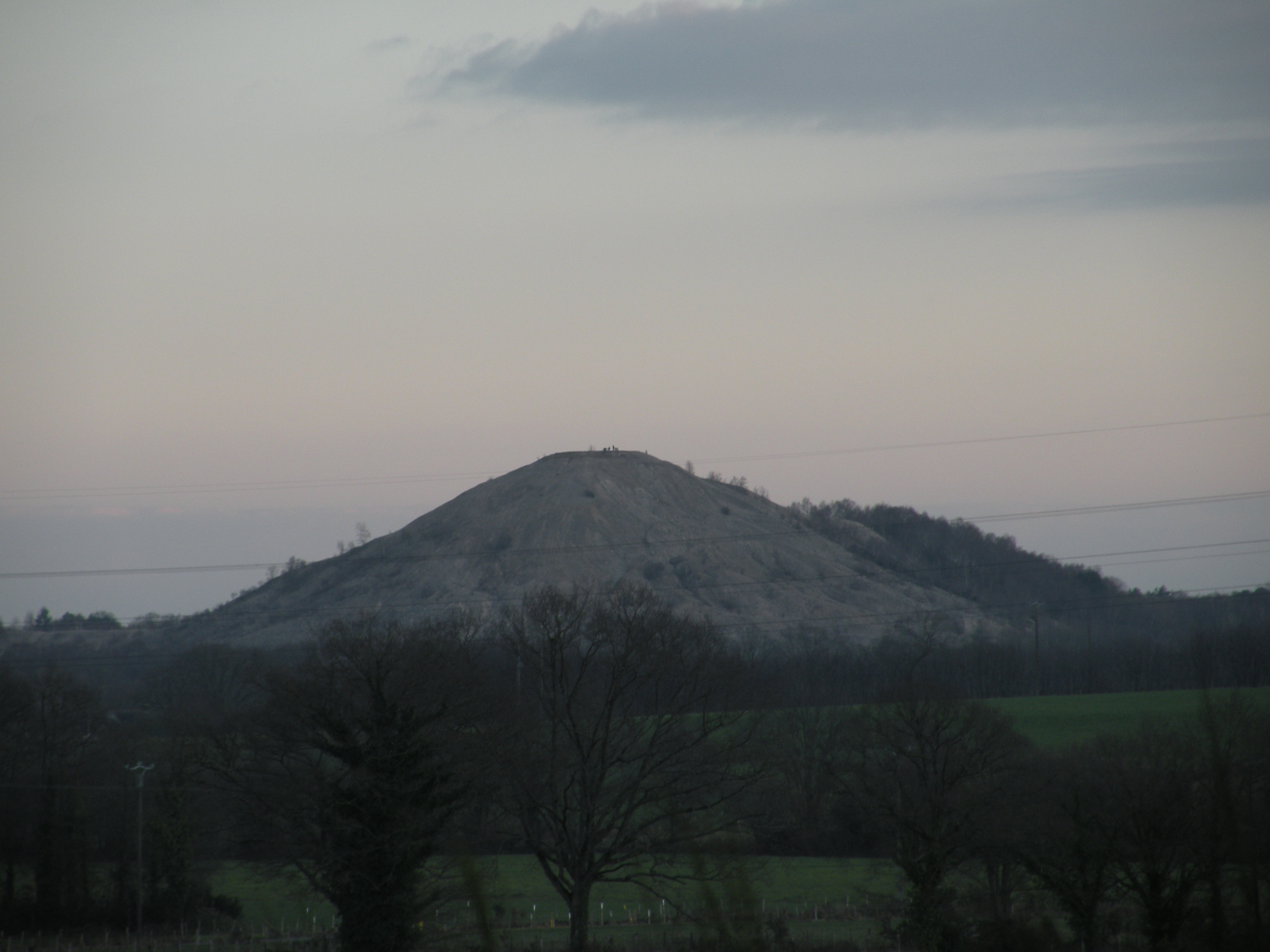
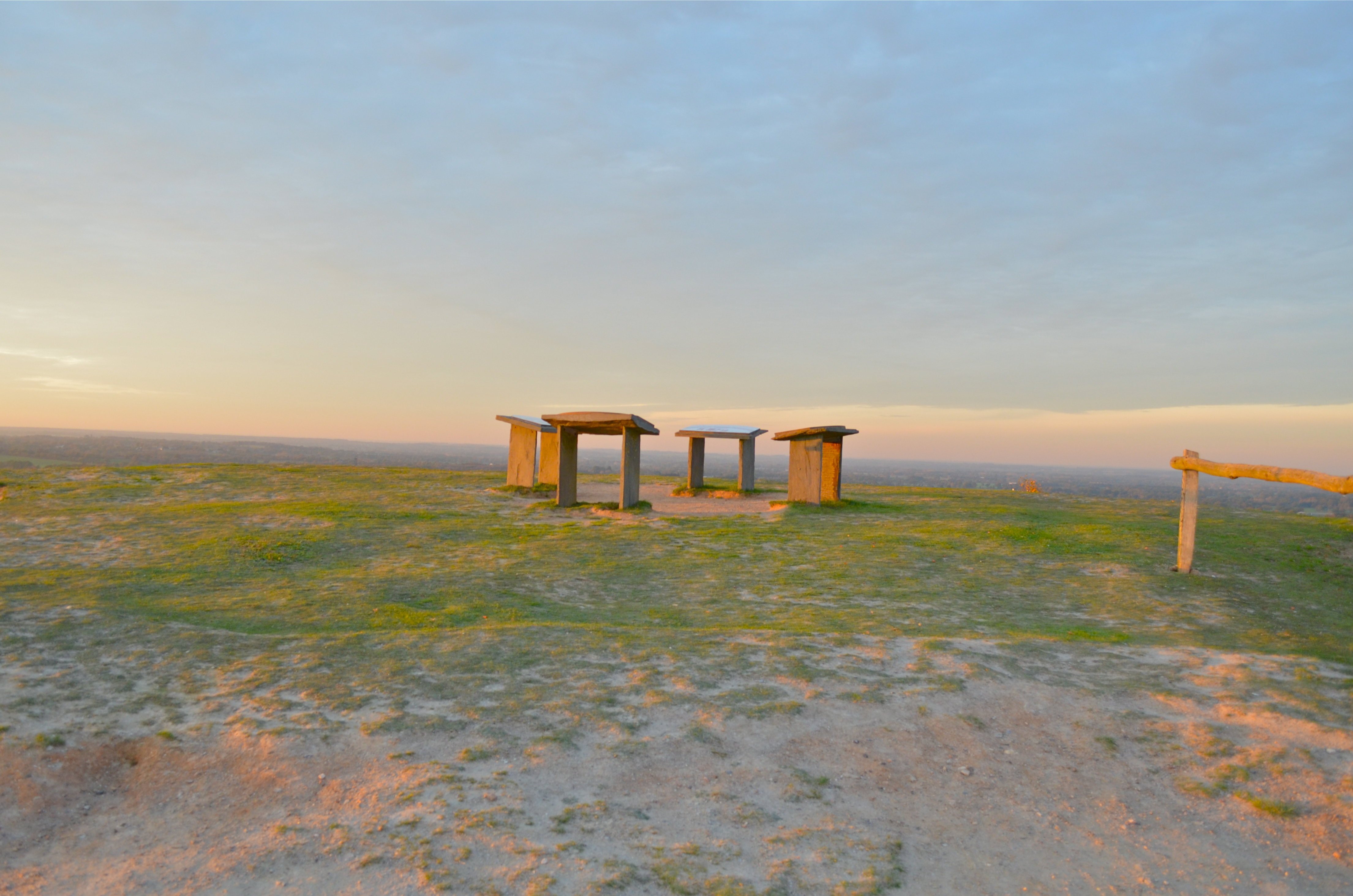
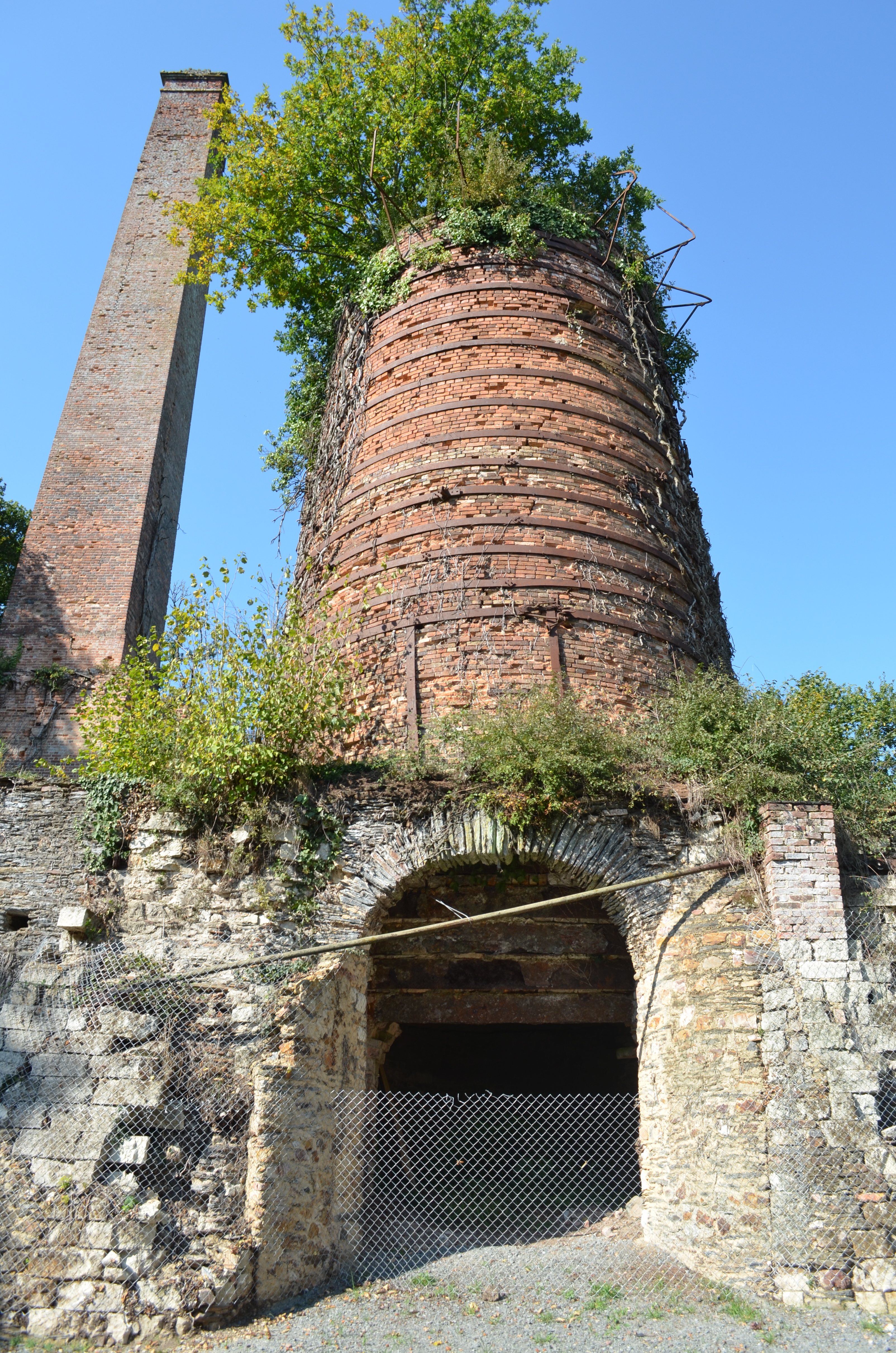
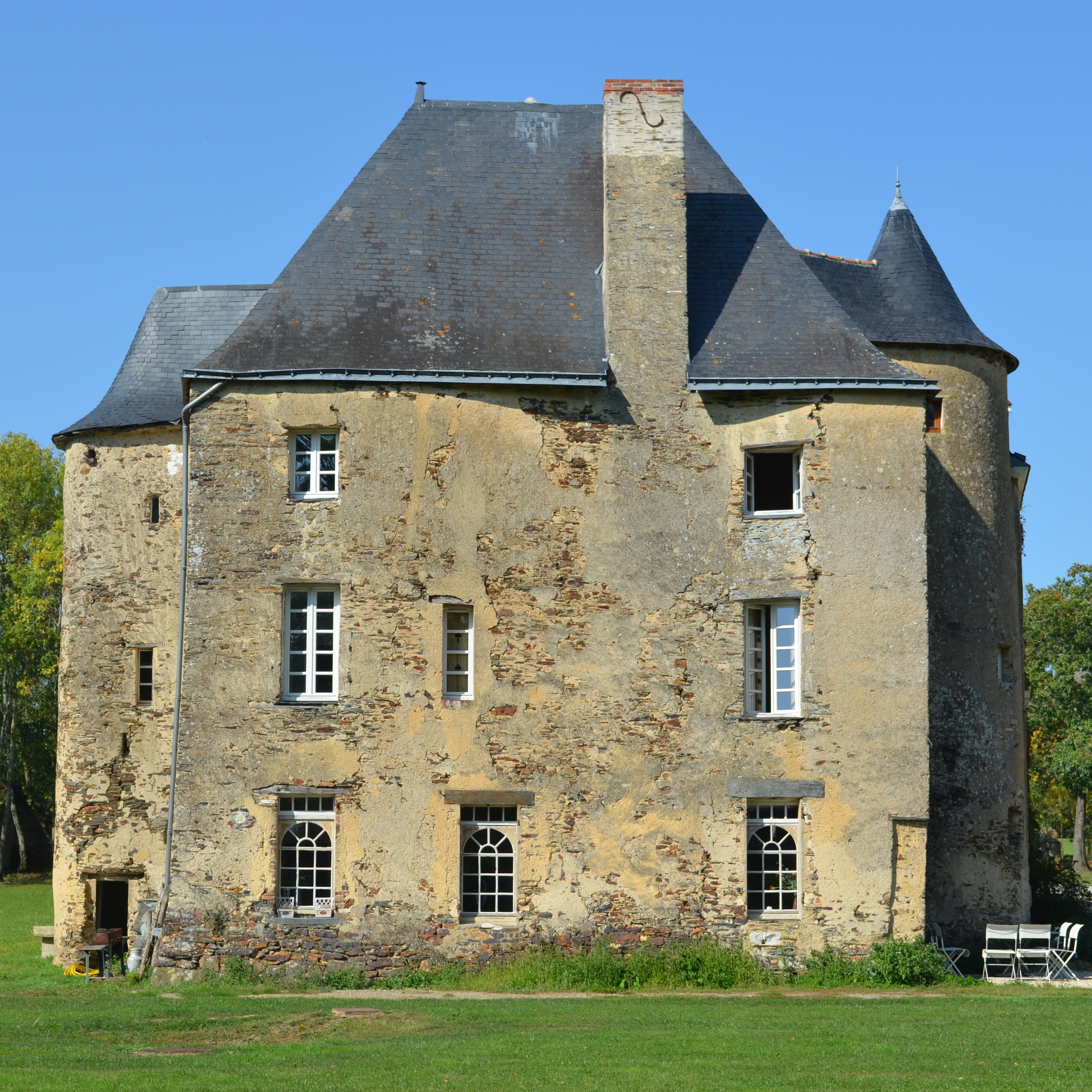
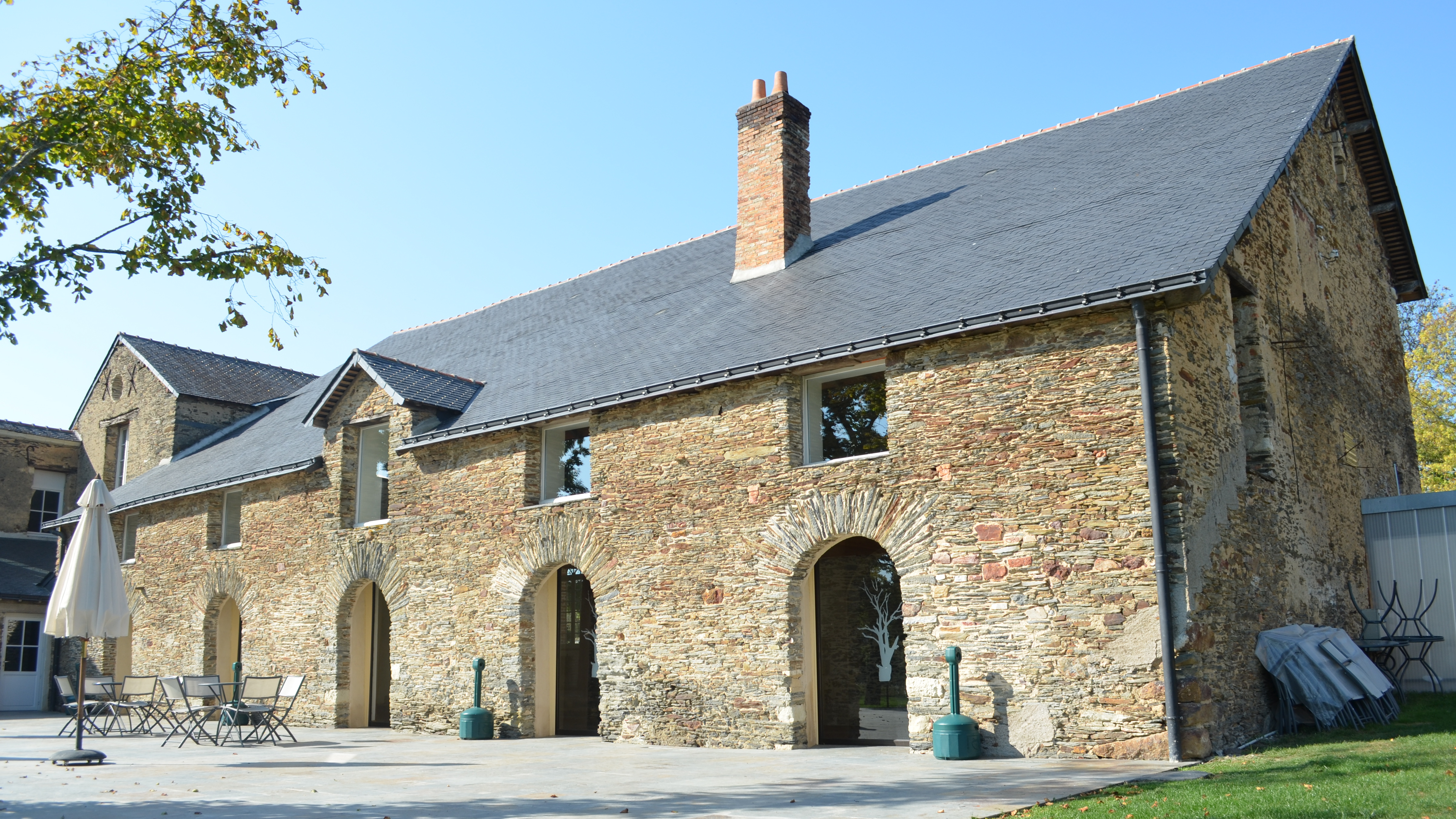